# Wallace River
Wallace River är ett vattendrag i Kanada.   Det ligger i provinsen Nova Scotia, i den östra delen av landet, 900 km öster om huvudstaden Ottawa.

## Omgivning
I omgivningarna runt Wallace River växer i huvudsak blandskog. Runt Wallace River är det glesbefolkat, med 8 invånare per kvadratkilometer.